# 松田悠我
松田 悠我（まつだ ゆうが、1998年2月25日 - ）は、日本の俳優。熊本県出身、島根県育ち。スパイスパワー所属。

## 略歴
幼少から芸能界を志望しモデルになるため島根県から上京する。
服飾系の専門学校に通い学費を稼ぐために、火鍋料理店でアルバイトしていた時、事務所の先輩である桜庭ななみの誕生日会がアルバイト先で行われ、サプライズでケーキを持ってきたところを、同席していた事務所社長がスカウトしたことをきっかけに芸能界入り。

## 人物
- 趣味: 人間観察[2]
- 特技: バスケットボール、サッカー、ソフトボール、ウィンタースポーツ全般[1]
- 好きな食べ物: 卵料理、イクラ、鮭、チーズインハンバーグ[1]

## 出演

### テレビドラマ
- MIU404第10話（2020年8月28日、TBS）
- 刑事アフター5（2020年10月1日、テレビ朝日） - 橋爪太一 役
- 管理官キング（2022年1月6日、テレビ朝日）
- 世にも奇妙な物語’22 夏の特別編「何だかんだ銀座」（2022年6月18日、フジテレビ） - 羽鳥祐介（22歳） 役

### ウェブドラマ
- いとしのニーナ（2020年5月17日 - 7月6日 、FOD） - 中川 役[注 1]
- シックスティーン症候群（2020年6月19日 - 8月6日、FOD） - 川島 役[注 2]
- こじらせ女子からの卒業（2021年2月19日、YouTube） - 五十嵐翔 役[注 3]
- ホットママ 第10話ｰ第12話（2021年4月9日、Amazonプライム・ビデオ） - 森翔太 役

### 舞台
- リア王2024（2024年8月29日 - 9月2日、三越劇場）[4]